# 손광 (명나라)
손광(孫鑛, 1543년 4월 21일 ~ 1613년 5월 27일)은 명나라(明朝)의 작가이자 정치인, 학자로, 자(字)는 문융(文融), 호(號)는 월봉(月峰), 호상산인(湖上散人)이다. 절강성(浙江省) 소흥부(紹興府) 여요현(餘姚縣) 손가경(孫家境) (오늘날 저장성 츠시시(慈溪市) 헝허진(橫河鎭)) 출신이다.

## 생애
융경(隆慶) 4년(1570) 순천부(順天府) 향시(鄕試) 47등을 차지했다. 만력(萬曆) 2년(1574) 32세의 나이에 갑술과(甲戌科) 회시(會試) 1등, 진사(進士) 제2갑(第二甲) 4등을 했다. 이부주사(吏部主事)에 제수되었고, 원외랑(員外郞)과 낭중(郞中)을 역임했다. 만력 12년(1584) 2월, 태상시소경(太常寺少卿)에 올랐다. 만력 18년(1590) 9월, 태상시소경으로 복직하였다. 만력 19년(1591) 4월, 우통정(右通政)으로 승진하였다. 10월, 좌첨도어사협리원사(左僉都御史協理院事)로 승진하였다. 만력 20년(1592) 4월, 우부도어사순무산동제독영전군무(右副都御史巡撫山東提督營田軍務)로 승진하였다. 만력 21년(1593) 7월, 형부좌시랑(刑部左侍郞)으로 승진하였다. 만력 22년(1594) 6월, 우첨도어사(右僉都御史)를 겸하였으며, 고양겸(顧養謙)을 대신하여 계료경략총독(薊遼經略總督)에 올랐다. 만력 27년(1599) 9월, 동정(東征)이 성공하여 포상을 받았다.
만력 32년(1604) 10월, 남경도찰원우도어사(南京都察院右都御史)로 복직하였다. 만력 33년(1605) 11월, 남경병부상서참찬기무(南京兵部尙書參贊機務)에 올랐다. 만력 34년(1606) 5월, 3년 고만(考滿)으로 태자소보(太子少保)에 책봉되었다. 만력 37년(1609) 9월, 남경 하늘에서 울림이 들린 일로 상주를 하였고, 이로 인하여 사직을 요청하였으며 이를 재가받았다.
남경병부상서(南京兵部尙書)에 올랐으며, 태자소보참찬기무(太子少保參贊機務)에 봉해졌다. 손광은 문재와 무략으로 이름이 알려졌을뿐 아니라, 서화에도 능하였다.

## 저작
손광의 일생 저작은 풍부하여 40여종 700여권에 달한다.
- 『소흥부지(紹興府志)』50권 : 산음현(山陰縣) 장원변(張元忭)과 공저
- 『서화제발(書畵題跋)』6권 : 서법 회화 연구 저작
- 『금문선(今文選)』12권
- 『손월봉평경(孫月峰評經)』16권

손광은 문학과 역사 평론가이기도 했다. 관련 저작은 다음과 같다.
- 『평사기(評史記)』130권
- 『평한서(評漢書)』120권(100권, 70권 핀본도 있음)
- 『평한비자(評韓非子)』20권
- 『평순자(評荀子)』20권
- 『평공양전(評公羊傳)』12권
- 『평시경(評詩經)』4권
- 『평서경(評書經)』6권
- 『평예기(評禮記)』6권
- 『평열자(評列子)』8권
- 『평노자(評老子)』2권
- 『평장자남화진경(評莊子南華眞經)』4권
- 『평춘추좌전(評春秋左傳)』50권
- 『주정서상기(朱訂西廂記)』2권
- 『주비당시원(朱批唐詩苑)』7권

기타 저작은 다음과 같다.
- 『파공식음록(坡公食飮錄)』2권
- 『한비자절초(韓非子節抄)』2권
- 『고금한원경거(古今翰苑瓊琚)』12권
- 『당시배률변체(唐詩排律辨體)』10권
- 『명세술(名世述)』3권
- 『인걸편(人傑編)』3권
- 『후월절(後越絶)』10권
- 『거업편(居業編)』12권
- 『회심안정반설리거락사(會心案晶盤雪里居樂事)』3권
- 『전조동성경략남추주의(銓曹東省經略南樞奏議)』20권
- 『보정반마이동(補訂班馬異同)』12권
- 『문선론주(文選論注)』30권
- 『춘추좌전상절구해(春秋左傳詳節句解)』35권
- 『춘추번로(春秋繁露)』17권
- 『손월봉삼자평(孫月峰三子評)』7권
- 『문선장구(文選章句)』28권
- 『춘추좌전두림합주(春秋左傳杜林合注)』50권
- 『황명통기집요(皇明通紀輯要)』24권
- 『요강손월봉선생전집(姚江孫月峰先生全集)』12권
- 『태사직필(太史直筆)』
- 『주인여(周人輿)』
- 『고문사체(古文四體)』
- 『광고문단편(廣古文短篇)』
- 『당시품(唐詩品)』

## 가족
- 증조 : 손신(孫新) : 증예부상서(贈禮部尙書) 가증영록대부(加贈榮祿大夫)
  - 조부 : 손수(孫燧) : 순무강서우부도어사(巡撫江西右副都御史) 재임, 증예부상서(贈禮部尙書), 시호(諡號) 충렬(忠烈), 가증영록대부(加贈榮祿大夫)
    - 부친 : 손승(孫陞) 남경예부상서(南京禮部尙書) 재임, 증태자소보(贈太子少保) 시호(諡號) 문각(文恪)
    - 전모친 : 한씨(韓氏) : 증부인(贈夫人)
    - 모친 : 양문려(楊文儷) : 봉태부인(封太夫人)[5]
      - 형 : 손롱(孫鑨) : 이부상서(吏部尙書)
      - 형 : 손정(孫鋌) : 예부상서(禮部尙書)
      - 형 : 손종(孫錝) : 태복시경(太僕寺卿)
      - 누나 : 손환(孫鐶)